# Veľké Ripňany
Veľké Ripňany (Hongaars: Nagyrépény) is een Slowaakse gemeente in de regio Nitra, en maakt deel uit van het district Topoľčany.
Veľké Ripňany telt 2.125 inwoners.